# Csonkahegyhát
Csonkahegyhát là một thị trấn thuộc hạt Zala, Hungary. Thị trấn này có diện tích 8,28 km², dân số năm 2010 là 377 người, mật độ 46 người/km².